# Łękińsko
Łękińsko is een plaats in het Poolse district  Bełchatowski, woiwodschap Łódź. De plaats maakt deel uit van de gemeente Kleszczów en telt 560 inwoners.